# La Tordera
La Tordera è un fiume che nasce nel territorio di Montseny, scorre in Catalogna (Spagna) e sbocca nel Mar Mediterraneo tra Blanes e Malgrat de Mar.
Attraversa i comuni di Montseny, Sant Esteve de Palautordera, Santa Maria de Palautordera, Sant Celoni, Hostalric, Tordera, Maçanet de la Selva.

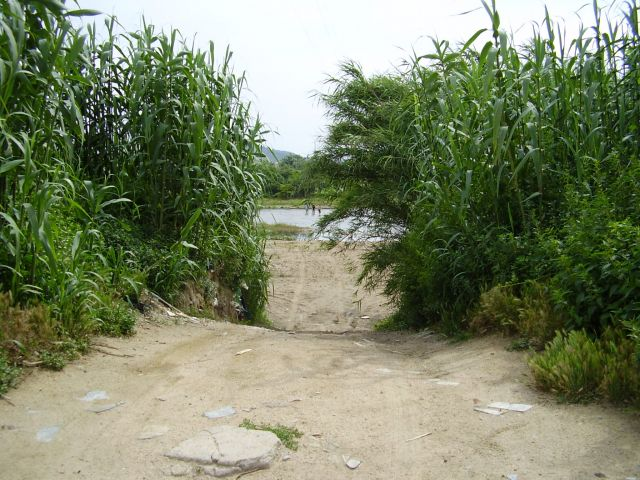
Fiume Tordera in riva al mare

## Affluenti principali
- Fiume Gualba
- Fiume Arbúcies
- Fiume Santa Coloma